# Rosamund Massy
Rosamund Nora Massy (1870-1947) est une suffragette britannique connue pour son implication dans la Women's Social and Political Union. Elle fait partie de celles qu'on appelle les Fierce women (en français : « les acharnées »).

## Famille
Rosamund Massy est née à Londres en 1870. Elle est la fille de Sir Casey Knywett et de Lady Knyvett. Sa mère était également une suffragette de premier plan. Elle épouse un colonel des dragons (en), qui soutient son militantisme. Ensemble, ils ont une fille.

## Activisme
Rosamund Massy rejoint le mouvement des suffragettes vers 1908, d'abord bénévolement puis l'année suivante en tant que salariée de la Women's Social and Political Union.
En 1909, Rosamund Massy aide Edith Rigby à s'introduire dans une réunion à laquelle participait Winston Churchill à Preston, dans une salle d'un bureau de poste. Massy jette une pierre à travers la fenêtre. La pierre est entourée d'une feuille sur laquelle est écrite : (en) « Message to Mr Winston Churchill: This stone through your post office window is to remind you of your broken promises to the Suffragists of Manchester and Dundee. » « Message pour M Winston Churchill : Cette pierre à travers la fenêtre du bureau de la poste pour vous rappeler vos promesses non tenues aux suffragettes de Manchester et de Dundee. ». Pour cet acte, elle est arrêtée. Elle plaide coupable d'avoir causé des dommages d'un montant de £2. C'est sa première incarcération. Elle entame une grève de la faim. Au bout d'une semaine, sa mère paye l'amende et elle est libérée.
Elle est de nouveau arrêtée à 2 reprises, dont un mois en 1910 pour avoir participé à la manifestation du 
Black Friday. Elle reçoit la médaille Hunger Strike Medal.
En 1913, accompagnée de sa mère, elle s'enquit auprès de Sir William Byrne le ministre de l'intérieur, de l'état de santé d'Emmeline Pankhurst emprisonnée à la prison de Holloway. Celui-ci rapporte que Lady Knyvett est une charmante vieille dame qui a donné de l'argent en soutien à la WSPU tandis que sa fille, Rosamund Massy, est une acharnée : Elle se permet de le mettre en garde contre ce qui pourrait arriver si Pankhurst mourrait en prison.
Après la libération d'Emmeline Pankhurst, Rasamund Massy lui apporte son soutien lors de ses campagnes électorales.

## Première guerre mondiale et après
De la même façon que la majorité des autres suffragettes, Rosamund Massy soutient l'action militaire britannique pendant la guerre. Elles arrêtent leurs actions militantes afin de mieux servir la patrie.
Lors du décès d'Emmeline Pankhurst le 14 juin 1928, Massy fait partie des porteurs du cercueil, avec également Georgina Brackenbury, Marie Brackenbury, Marion Wallace Dunlop, Katherine Marshall, Marie Naylor, Ada Wright, Mildred Mansel et Barbara Wylie,

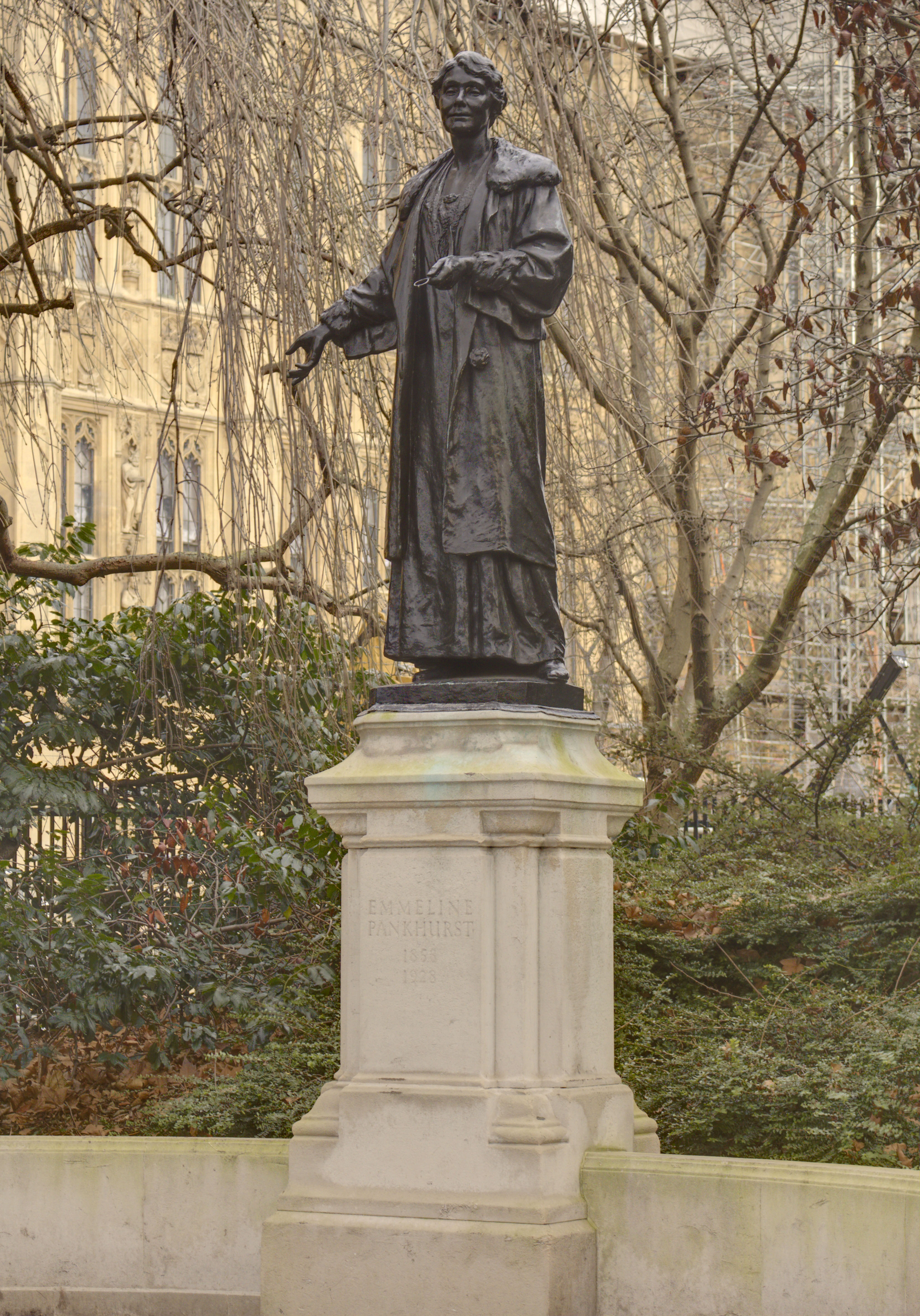
La statue d'Emmeline Pankhurst à Westminster, dévoilée en 1930 par Stanley Baldwin.

Kitty Marshall, Margaret Haig Thomas et Rosamund Massy de créer la fondation Pankhurst. Pour cela elles organisent une collecte de fonds dont Massy est la secrétaire. Avec l'argent collecté, elles financent une pierre tombale au cimetière de Brompton et participent au projet de Rachel Barret d'ériger une statue à Emmeline Pankhurst dans les jardins de la tour Victoria à côté du palais de Westminster, non loin de la chambre des communes où on lui a si souvent interdit d'entrer.
Rosamund Massy place dans un coffret à l'intérieur du socle de la statue sa broche de la prison Holloway et sa Hunger Strike Medal.
Enfin, avec l'argent de la collecte de fond, elles achètent une peinture réalisée par la suffragette Georgina Brackenbury pour l'offrir à la National Portrait Gallery.
On ne sait rien de la vie ultérieure de Rosamund Massy. Elle est morte en 1947.